# Яглакар
Яглакар е управляващият род в Уйгурския каганат от създаването му през 745 до 795 година, когато е сменен от рода Едиз. Името на първия владетел е неизвестно, и обикновено е наричан с китайската транскрипция на една от титлите му - Гули Пейло. Той управлява до 747 година, когато е наследен от сина си Моянчур хан, управлявал до 759 г. Управлението на неговия наследник Тенгри Богу се свързва с най-големия разцвет на уйгурската държава. След 780 година властта на рода Яглакар става чисто формална и през 795 г. той е окончателно отстранен от управлението.